# Grubfeldsiedlung
Die Grubfeldsiedlung ist ein Ortsteil der Gemeinde Ratten im Bezirk Weiz in der Steiermark.
Die Siedlung befindet sich südwestlich des Ortskernes von Ratten und besteht überwiegend aus Einfamilienhäusern in Hanglage. Durch die Grubfeldsiedlung führt auch der Montanweg Ratten – St. Kathrein, der den ehemaligen Kohlebergbau in Erinnerung ruft, denn die Grubfeldsiedlung liegt auf Teilen des früheren Abbaugebietes.